# Міфологія Стародавнього Єгипту

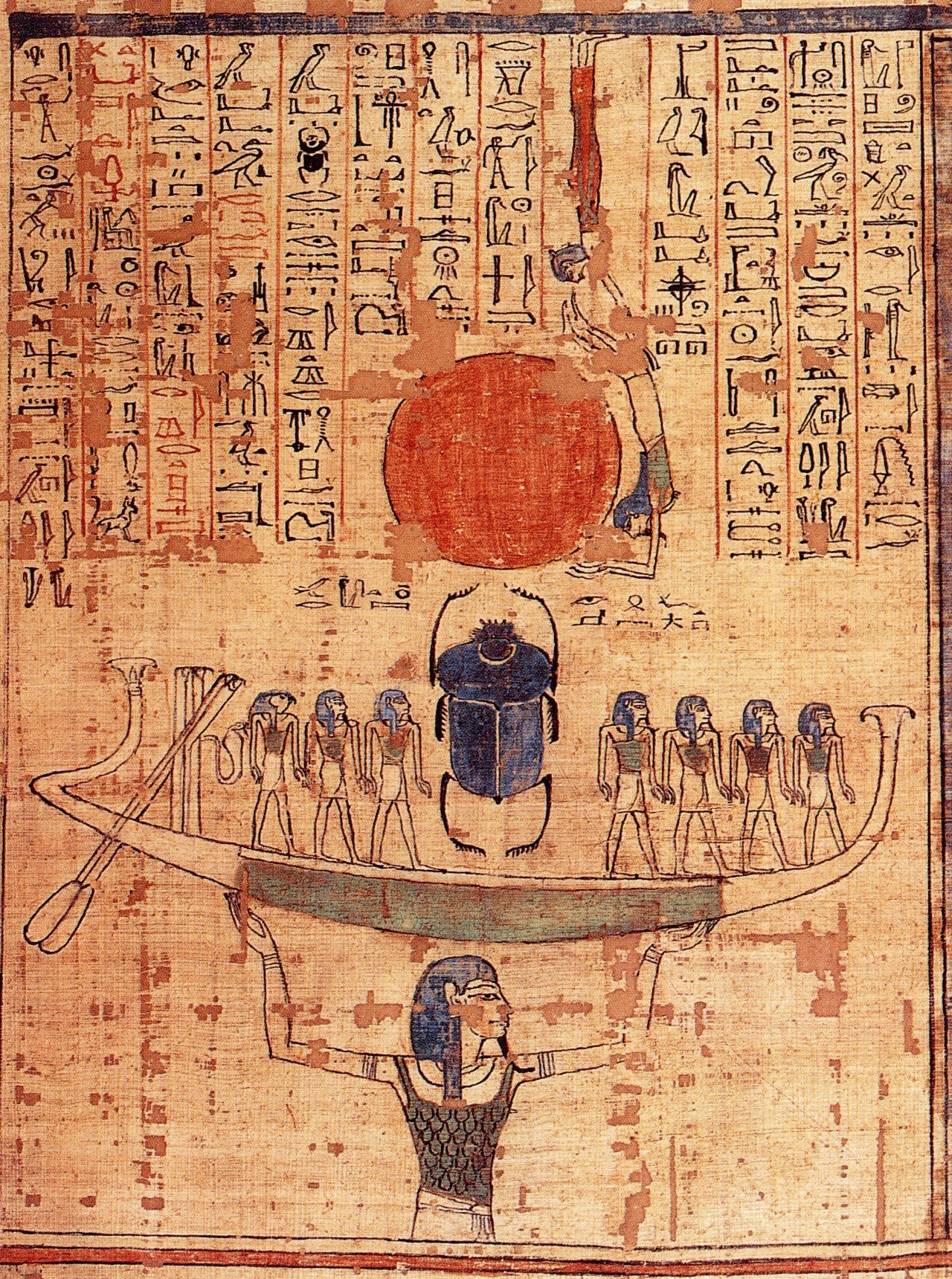
Нун, який тримає на руках сонячний човен, з якого вийшов Ра і почав створення світу Атум.

Міфоло́гія Стародавнього Єгипту — зібрання міфів Стародавнього Єгипту, які описують дії єгипетських богів як засобу пізнання світу. Вірування, які виражають ці міфи, є важливою частиною давньоєгипетської релігії. Міфи часто з’являються в єгипетських писаннях і мистецтві, особливо в коротких оповіданнях і в релігійних матеріалах, таких як, наприклад, гімни, ритуальні та похоронні тексти та храмові прикраси. Ці джерела рідко містять повний опис міфу та частіше описують лише короткі фрагменти з нього.
Натхненні циклами природи, єгиптяни бачили час у сьогоденні, як низку повторюваних моделей, тоді як найдавніші періоди часу були лінійними. Міфи виникають у ті найдавніші часи та встановлюють шаблон для циклів сьогодення. Нинішні події повторюють події міфу, і тим самим відновлюють maat, фундаментальний порядок Всесвіту. Серед найважливіших епізодів міфічного минулого існують міфи про створення, в яких боги формують всесвіт із первісного хаосу; розповіді про правління на землі бога сонця Ра; і міф про Осіріса, що стосується боротьби богів Осіріса, Ісіди та Гора проти руйнівного бога Сета. Події сьогодення, які можна вважати міфами, включають щоденну подорож Ра світом та його потойбічним двійником, Дуатом. Теми, що повторюються в цих міфічних епізодах, включають конфлікт між прихильниками maat і силами безладу, важливість Фараона в підтримці maat та постійну смерть і відродження богів.
Деталі цих священних подій сильно відрізняються від одного тексту до іншого і часто можуть здаватися суперечливими. Єгипетські міфи переважно метафоричні, вони передають сутність і поведінку божеств у зрозумілі людині терміни. Кожен варіант міфу представляє різну символічну перспективу, збагачуючи розуміння єгиптянами богів і світу.
Міфологія глибоко вплинула на єгипетську культуру. Вона надихнула та вплинула на багато релігійних ритуалів і забезпечила ідеологічну основу царювання. Сюжети і символи з міфів з'явилися в мистецтві у гробницях, храмах і амулетах. У літературі міфи або їх елементи використовувалися в історіях, які варіювалися від гумору до алегорій, демонструючи, що єгиптяни пристосували міфологію для найрізноманітніших цілей.

## Історія
Шлях розвитку єгипетської міфології важко простежити. Єгиптологи намагаються створити обґрунтовані на письмових джерелах (які з'явилися набагато пізніше) гіпотези щодо становлення і розвитку єгипетської міфології.
Цілком очевидно простежується вплив сил природи на міфологію давніх єгиптян. Кожен день сходить сонце, яке приносить тепло і світло на землю, забезпечуючи життєдіяльність людини. Щороку розливається Ніл, відновлюючи родючість землі і сприяючи веденню високопродуктивного землеробства, забезпечуючи стійке зростання та розвиток Єгипетської цивілізації. Таким чином, єгиптяни помітили, що води Нілу (Нун) і сонце (Ра) які є символами життя. Ця тендітна періодичність перебувала під постійною загрозою зриву: надзвичайно низькі розливи Нілу приводили до голоду, а повені знищували сівбу та житла стародавніх єгиптян. Водночас гостинна долина Нілу була оточена суворою пустелею, населеною ворожими народами, з якими єгиптяни періодично воювали і вважали їх нецивілізованими. У свою чергу, єгиптяни вважали, що їхня земля є ізольованим місцем стабільності maat, що перебуває в оточенні і під постійною загрозою хаосу. Принцип maat включає в себе як правильність і закономірність розвитку всесвіту, так і згуртованість суспільства, і що особливо важливо, відповідальність царя й простого смертного за свої вчинки. maat символізував собою великий божественний порядок і закон, дарований всесвіту Богом-творцем під час створення світу, згідно з яким змінюють один одного пори року, рухаються в небесах зорі й планети, існують і взаємодіють боги та люди. maat втілювала в собі принцип локальної гармонії поєднуючи локальний і вселенський порядок світу, небо і землю, проголошуючи нову урочистість порядку у всесвіті над початковим хаосом — океаном Нуна. Саме ця ідея відновлення з'являється в єгипетській релігійній думці.
Іншим можливим джерелом міфології є ритуал. Багато ритуалів посилаються на міфи, а іноді безпосередньо базуються на них. Але важко визначити, чи міфи культури розвинулися до ритуалів чи навпаки. Питання про цей зв’язок між міфом і ритуалом викликали багато дискусій серед єгиптологів і вчених порівняльного релігієзнавства в цілому. У Стародавньому Єгипті найдавніші свідчення про релігійні обряди передували письмовим міфам. Ритуали на початку історії Єгипту включали лише кілька мотивів з міфів. Із цих причин деякі вчені стверджують, що в Єгипті ритуали виникли раніше, ніж міфи. Але через те, що ранні докази дуже мізерні, питання, скоріш за все, ніколи не буде вирішено.
У приватних ритуалах, які часто називають «магічними», міф і ритуал особливо тісно пов'язані. Багато міфоподібних історій, які трапляються в текстах ритуалів, не зустрічаються в інших джерелах. Навіть поширений мотив богині Ісіди, яка рятує свого отруєного сина Гора, з’являється лише в цьому типі тексту. Єгиптолог Девід Франкфуртер стверджує, що ці ритуали адаптують основні міфічні традиції, щоб відповідати конкретному ритуалу, створюючи складні нові історії (так звані історіоли), засновані на міфі. На противагу цьому Дж. Ф. Боргоутс (голландський єгиптолог) каже про магічні тексти, що немає «жодної крихти доказів того, що певний вид «неортодоксальної» міфології був придуманий... для цього жанру».
Значна частина єгипетської міфології складається з міфів про походження, що пояснюють початок різних елементів світу, включаючи людські установи та природні явища. Царство виникає серед богів на початку часів і пізніше передано Фараонам; Війна виникає, коли люди починають битися один з одним після того, як бог Сонця відійшов на небо. Міфи також описують передбачувані витоки менш фундаментальних традицій. У другорядному міфічному епізоді Гор злиться на свою матір Ісіду і відрубає їй голову. Ісіда замінює втрачену голову головою корови. Ця подія пояснює, чому Ісіду іноді зображували з коров'ячими рогами, які були частиною її головного убору.
Деякі міфи могли бути навіяні історичними подіями. Об’єднання Єгипту під правлінням фараонів наприкінці додинастичного періоду близько 3100 р. до н.е. зробило царя центром єгипетської релігії, і таким чином ідеологія царювання стала важливою частиною міфології. На хвилі об’єднання боги, які колись були місцевими божествами-покровителями, набули національного значення, утворюючи нові відносини, які пов’язували місцевих божеств в єдину національну традицію. Джеральдін Пінч припускає, що ранні міфи могли сформуватися з цих стосунків. Єгипетські джерела пов’язують міфічну боротьбу між богами Гором і Сетом із конфліктом між регіонами Верхнього та Нижнього Єгипту, який міг відбутися в пізню додинастичну еру або в ранній династичний період.
Після цих ранніх часів більшість змін у міфології розвивали та адаптували існуючі концепції, а не створювали нові, хоча були винятки. Багато вчених припускають, що міф про бога сонця, який забирається в небо, залишаючи людей воювати між собою, був натхненний розпадом королівської влади та національної єдності наприкінці Стародавнього царства (бл. 2686 р. до н. е. – 2181 р. до н. е.)  У Новому царстві (бл. 1550–1070 рр. до н. е.) довкола таких божеств, як Ям і Анат, які були прийняті з Ханаанської релігії, розвивалися незначні міфи. Своєю чергою у часи грецької та римської епох (332 р. до н. е.–641 р. н. е.) греко-римська культура мало вплинула на єгипетську міфологію.

## Зміст та значення міфів
Як і міфи в багатьох інших культурах, єгипетські міфи служать для виправдання людських традицій і вирішення фундаментальних питань про світ , таких як природа безладу та доля Всесвіту. Єгиптяни пояснювали ці глибокі проблеми через твердження про богів.
Єгипетські божества представляють природні явища, від фізичних об’єктів, таких як земля чи сонце, до абстрактних сил, таких як знання та творчість. Дії та взаємодія богів, вірили єгиптяни, керують поведінкою всіх цих сил і елементів. Здебільшого єгиптяни не описували ці таємничі процеси в явних теологічних творах. Натомість стосунки та взаємодія богів неявно ілюструють такі процеси.

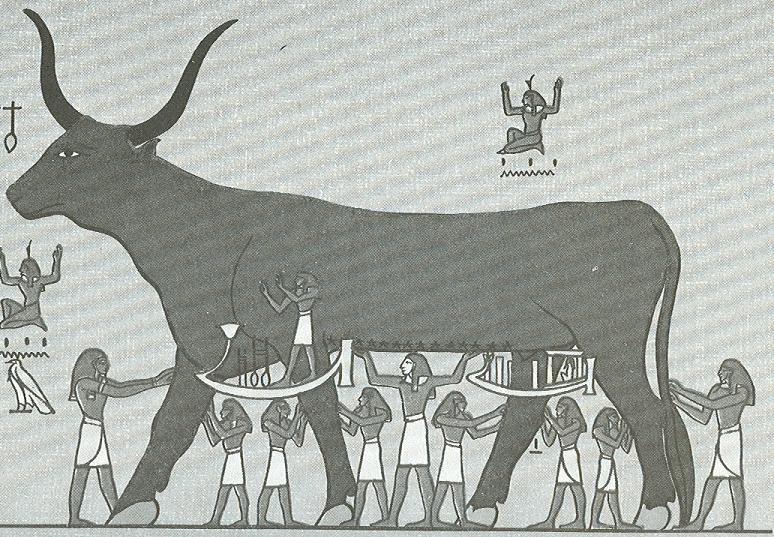
Небо зображувалося у вигляді богині-корови, яку тримали інші божества. Цей образ поєднує кілька співіснуючих бачень неба: як даху, як поверхні моря, як корови та як богині в людській формі.

Більшість єгипетських богів, у тому числі багато головних, не відіграють значних ролей у будь-яких міфічних оповіданнях , хоча їх природа та стосунки з іншими божествами часто встановлюються в списках або голих висловлюваннях без розповіді. Для богів, які глибоко залучені в розповіді, міфічні події є дуже важливим вираженням їхньої ролі в космосі. Таким чином, якщо тільки наративи є міфами, міфологія є основним елементом у єгипетському релігійному розумінні, але не настільки важливим, як у багатьох інших культурах.
Справжнє царство богів таємниче й недоступне людям. Міфологічні історії використовують символізм, щоб зробити події в цій царині зрозумілими. Не кожна деталь міфічної історії має символічне значення. Деякі образи та випадки, навіть у релігійних текстах, означають просто візуальні чи драматичні прикраси ширших, більш значущих міфів.
У єгипетських міфологічних джерелах є кілька повних історій. Ці джерела часто містять лише натяки на події, яких вони стосуються, а тексти, що містять справжні розповіді, розповідають лише частини більшої історії. Таким чином, для будь-якого даного міфу єгиптяни могли мати лише загальні контури історії, з якої були взяті фрагменти, що описують окремі події. Крім того, боги не є чітко визначеними персонажами, а мотивація їхніх інколи непослідовних дій дається рідко. Таким чином, єгипетські міфи не є повністю розробленими казками. Їх важливість полягала в їх глибинному значенні, а не в їхніх характеристиках як історій. Замість того, щоб об’єднуватися в довгі, фіксовані наративи, вони залишалися дуже гнучкими та недогматичними.
Єгипетські міфи були настільки гнучкими, що могли, здавалося б, суперечити один одному. Багато описів створення світу та руху сонця трапляються в єгипетських текстах, деякі дуже відрізняються один від одного. Відносини між богами були мінливими, так що, наприклад, богиню Хатхор можна було назвати матір'ю, дружиною або дочкою бога сонця Ра. Окремі божества могли бути навіть об’єднані, або пов’язані, як одна істота. Таким чином бог-творець Атум був об'єднаний з Ра, щоб утворити Ра-Атум.
Однією з загальноприйнятих причин неузгодженості міфів є те, що релігійні ідеї відрізнялися з часом і в різних регіонах. Місцеві культи різних божеств розвинули теологію, зосереджену на власних богах-покровителях. У міру зміни впливу різних культів деякі міфологічні системи досягли національного домінування. У Стародавньому царстві (бл. 2686–2181 рр. до н. е.) найважливішою з цих систем були культи Ра й Атума з центром у Геліополі. Вони утворили міфічну родину Еннеад, яка, як кажуть, створила світ. Він включав найважливіші божества того часу, але першість віддавав Атуму та Ра. Єгиптяни також наклали на старі релігійні ідеї нові. Наприклад, бог Птах, центром культу якого був Мемфіс, також вважався творцем світу. Міф про створення Птаха включає старіші міфи, кажучи, що саме Еннеад виконує творчі накази Птаха. Таким чином, міф робить Птах старшим і більшим за Еннеаду. Багато вчених розглядають цей міф як політичну спробу ствердити перевагу бога Мемфіса над богами Геліополя. Поєднуючи концепції таким чином, єгиптяни створили надзвичайно складний набір божеств і міфів.
Єгиптологи на початку двадцятого століття вважали, що політично мотивовані зміни, подібні до цих, були головною причиною суперечливих образів у єгипетському міфі. Однак у 1940-х роках Генрі Франкфорт, усвідомлюючи символічну природу єгипетської міфології, стверджував, що очевидно суперечливі ідеї є частиною «множинності підходів», які єгиптяни використовували для розуміння божественного царства. Аргументи Франкфорта є основою більшої частини пізнішого аналізу єгипетських вірувань. Політичні зміни вплинули на вірування єгиптян, але ідеї, які виникли внаслідок цих змін, також мають глибше значення. Кілька версій одного міфу виражають різні аспекти того самого явища; різні боги, які поводяться подібним чином, відображають тісний зв'язок між природними силами. Різноманітні символи єгипетської міфології висловлюють надто складні ідеї, щоб їх можна було розглядати через одну лінзу.
- Релігія Стародавнього Єгипту
- Історія Стародавнього Єгипту
- Жрецтво Стародавнього Єгипту
- Числа в Єгипетській міфології

## Космологія

### Maat (Маат)
Єгипетське слово, написане як m3ˁt, яке часто перекладається як maat or ma'at, стосується фундаментального порядку всесвіту в єгипетських віруваннях. Встановлений при створенні світу, maat відрізняє світ від хаосу, який йому передував і оточував його. Maat охоплює як належну поведінку людей, так і нормальне функціонування сил природи, які роблять життя та щастя можливими. Оскільки дії богів керують природними силами, а міфи виражають ці дії, єгипетська міфологія представляє правильне функціонування світу та підтримання самого життя.
Для єгиптян найважливішою людиною, яка підтримує maat, був фараон. У міфах фараон є сином різних божеств. Таким чином, він є їхнім призначеним представником, зобов’язаним підтримувати порядок у людському суспільстві так само, як вони це роблять у природі, та продовжувати ритуали, які підтримують їх та їхню діяльність.

## Головні міфи

### Правління бога сонця
У період міфічного минулого після створення, Ра живе на землі як цар богів і людей. Цей період є найближчим до золотого віку в єгипетській традиції, періоду стабільності, який єгиптяни постійно прагнули досягти та наслідувати. Проте розповіді про правління Ра зосереджуються на конфліктах між ним і силами, які порушують його правління, відображаючи роль короля в єгипетській ідеології як бога, який примусово дотримується maat.
В епізоді, відомому в різних версіях з храмових текстів, деякі боги кидають виклик владі Ра, і він знищує їх за допомогою та порадою інших богів, таких як Тот і Гор Старший. Одного разу він стикається із протиріччям навіть із самим собою, з Оком Ра, яке може діяти незалежно від нього в образі богині. Богиня Око злиться на Ра і втікає від нього, блукаючи дикими та небезпечними землями за межами Єгипту. Ослаблений її відсутністю, Ра посилає одного з інших богів — Шу, Тота або Анхура, за різними джерелами — повернути її силою чи переконанням. Оскільки Око Ра асоціюється із зіркою Сотіс, геліактичний схід якої означав початок розливу Нілу, повернення богині Ока до Єгипту збігається з життєдайною повінню. Після повернення богиня стає дружиною Ра або бога, який її повернув. Її умиротворення відновлює порядок і життя.
Коли Ра стає старшим і слабшим, людство теж обертається проти нього. В епізоді, який часто називають «Знищення людства», описаному в «Книзі Небесної Корови», Ра виявляє, що людство планує повстання проти нього, і посилає своє Око, щоб покарати їх. Вона вбиває багатьох людей, але Ра, очевидно, вирішує, що не хоче, щоб вона знищила все людство. Він пофарбував пиво в червоний колір, щоб воно нагадувало кров, і розлив його по полю. Богиня-Око випиває пиво, п'яніє та припиняє лютувати. Пізніше Ра відступає в небо, втомившись від правління на землі, і починає свою щоденну подорож небесами та Дуатом. Люди, що вижили, налякані, і вони нападають на людей, які змовилися проти Ра. Ця подія є джерелом війни, смерті та постійної боротьби людей за захист maat від руйнівних дій інших людей.
У «Книзі про небесну корову» результати знищення людства, здається, знаменують кінець прямого правління богів і лінійного часу міфу. Початок подорожі Ра – це початок циклічного часу сьогодення. Проте в інших джерелах міфічний час продовжується після цієї зміни. Єгипетські звіти містять послідовність божественних правителів, які займають місце бога сонця як царя на землі, кожен з яких правив багато тисяч років. Хоча розповіді про те, які боги правили та в якому порядку, різняться, успадкування від Ра-Атума до його нащадків Шу та Геба, коли царство переходить до чоловіків у кожному поколінні Еннеади, є загальним. Обидва вони стикаються з повстаннями, аналогічними тим, що відбувалися під час правління бога сонця, але найбільше уваги в єгипетських джерелах приділяється повстанню за правління спадкоємця Геба Осіріса.